# Naka (Schiff)
Die Naka war ein Leichter Kreuzer der kaiserlich japanischen Marine, der im Zweiten Weltkrieg auf dem pazifischen Kriegsschauplatz zum Einsatz kam und 1944 versenkt wurde. Das Schiff gehörte der aus insgesamt drei Einheiten bestehenden Sendai-Klasse an und war nach dem Fluss Naka benannt, der durch die japanischen Präfekturen Tochigi und Ibaraki fließt. Der Kreuzer wurde als zweites Schiff seiner Klasse am 10. Juni 1922 auf der Werft von Mitsubishi Heavy Industries in Yokohama auf Kiel gelegt und lief schließlich erst am 24. März 1925 offiziell von Stapel. Der Bau des Schiffes war dabei zeitweilig durch das große Kantō-Erdbeben von 1923 verzögert worden, welches nicht nur weite Teile Yokohamas zerstörte, sondern auch den Rumpf der Naka stark beschädigte. Die Beschädigungen waren so erheblich, dass das Schiff am 24. Mai 1924 ein zweites Mal auf Kiel gelegt und teils neu aufgebaut werden musste. Die Indienststellung erfolgte letztendlich am 30. November 1925. Erster Kommandant des Schiffes war Kaigun-Taisa Inoue Choji.

## Technik und Modifizierungen
Die Naka erfuhr, wie auch die anderen Einheiten der Sendai-Klasse, im Laufe ihrer Dienstzeit mehrere Modifikationen. So erhielt das Schiff ab 1934/35 auf dem Achterschiff, zwischen den Geschützen 6 und 7, einen Flugzeugkatapult und führte ein Wasserflugzeug des Typs Kawanishi E7K mit sich. Obwohl dieser Flugzeugtyp später als veraltet angesehen wurde, blieb diese Maschine bis zum Verlust des Schiffes an Bord. Zudem wurde der achtere Hauptmast zu einem Dreibeinmasten umgebaut, um einen Kran zur Aufnahme des Wasserflugzeuges tragen zu können.
Die Naka besaß zudem zwölf Kampon-Dampfkessel, wobei aber elf Kessel mit Öl und einer mit Kohlen befeuert wurde. Dieser Kessel fungierte zumeist als Hilfskessel, weswegen teils auch angegeben wird, dass das Schiff nur elf oder gar nur zehn Kessel besessen hat. Die angegebene maximale Höchstfahrt von 35,3 kn wurde nur bei der Zuschaltung dieses Hilfskessels erreicht. Da dies aber oft nicht geschah, dürfte die standardmäßige Höchstgeschwindigkeit im Einsatz wohl nur bei etwa 33 bis 34 kn gelegen haben. Der Ölvorrat lag bei maximal 1.010 Tonnen.
Ein Problem stellte ferner die Schiffsstabilität dar. Nach dem sogenannten Tomozuru-Zwischenfall 1934 wurde auch die Stabilität der Naka überprüft, wobei diesbezüglich Mängel festgestellt wurden. Infolgedessen erhielt das Schiff 200 Tonnen Ballast, der in den Rumpfzwischenböden eingefügt wurde. Dies senkte wiederum die Höchstgeschwindigkeit zudem leicht ab, weswegen davon auszugehen ist, dass die Höchstgeschwindigkeit von 33 bis 34 kn in späteren Jahren vermutlich nicht mehr erreicht wurde. Manche Publikationen geben die Höchstgeschwindigkeit der Naka deswegen auch nur mit 32 bis 33 kn an.
Die beiden älteren 8-cm-Flugabwehrkanonen Typ 11 (das eigentliche Kaliber lag bei 7,62 cm) sowie die zwei leichten 7,7-mm-Fla-MG Typ 94, die sich seit 1925 an Bord befunden hatten, wurden beim Eintritt Japans in den Zweiten Weltkrieg ausgebaut. Ebenso wurde die Hauptartillerie um ein 14-cm-Geschütz reduziert. Bis 1944 kamen dafür nach und nach insgesamt zwei 12,7-cm-Flugabwehrgeschütze Typ 89 in Doppellafette, 44 leichtere 2,5-cm-Flak Typ 96 und sechs schwere 13,2-mm-Maschinengewehre an Bord. Ab etwa April 1943 befand sich für die Flak ein Radar des Typs 2 21 Go für die Luftraumbeobachtung an Bord.

## Einsatzzeit
Von der Indienststellung an bis zum Ausbruch des Zweiten Weltkrieges verblieb die Naka zumeist in den japanischen Heimatgewässern, von einer kurzzeitigen Detachierung in chinesische Gewässer 1937 im Rahmen des beginnenden zweiten japanisch-chinesischen Krieges abgesehen. Während dieser Zeit wurde der Kreuzer auch als Ausbildungsschiff genutzt. So dienten bis 1937 insgesamt zwölf Kommandanten auf der Naka, darunter auch der spätere Vizeadmiral Nagumo Chūichi, der 1941 den japanischen Angriff auf Pearl Harbor kommandierte.

### Zweiter Weltkrieg
Nach dem Angriff auf Pearl Harbor im Dezember 1941 und dem Kriegseintritt Japans wurde die Naka, mittlerweile unter dem Befehl von Kaigun-Taisa Tawara Yoshioki, der japanischen Angriffsoperation M zugeteilt, welche einen Vorstoß in Richtung der Südphilippinen vorsah. Als Deckungsschiff sicherte der Kreuzer dabei unter anderem die Landungen japanischer Truppen bei Vigan (10. Dezember 1941) und nahe Caba (22. Dezember 1941).

#### Tarakan und Balikpapan
Zu Jahresbeginn 1942 deckte die Naka, mittlerweile zum Führungsschiff der 4. Zerstörerflottille von Konteradmiral Nishimura Shōji ernannt, einen Geleitzug von 16 Transportern, welcher am 6. Januar 1942 von Davao nach der Insel Tarakan (Ostküste Borneos) auslief und der die sogenannte Sakaguchi-Kampfgruppe an Bord hatte. Die beinahe 20.000 Mann starke Landungsgruppe erreichte Tarakan am 11. Januar, welches innerhalb von 24 Stunden erobert wurde (Schlacht um Tarakan).
Am 21. Januar liefen die Naka, zehn Zerstörer und die Transporter sowie sechs U-Boot-Jäger und Minensuchboote von Tarakan wieder aus, um die Sakaguchi-Gruppe nach Balikpapan überzusetzen. Dort stieß in den frühen Morgenstunden des 24. Januar das holländische U-Boot K XVIII auf den Konvoi und versenkte mit einem Torpedofächer einen Transporter, ein weiterer Torpedo verfehlte die Naka nur knapp. Als Folge davon schwärmten die japanischen Sicherungskräfte, darunter auch die Naka, zu einer ausgedehnten U-Boot-Jagd-Operation aus. Dies ermöglichte es jedoch einer Gruppe von vier amerikanischen Zerstörern, an die bereits vor Balikpapan liegenden japanischen Transporter heranzukommen und in der darauf folgenden Seeschlacht vor Balikpapan drei der Frachter sowie ein Patrouillenboot zu versenken. Die Naka und die übrigen japanischen Schiffe, durch das Nachtgefecht alarmiert, konnten jedoch nicht mehr rechtzeitig zum Landekopf zurückkehren, um die US-Schiffe noch abfangen zu können.

#### Die Schlacht in der Javasee
In der Folgezeit verlegte die Naka nach Tarakan zurück, wo Teile der japanischen Angriffsstreitkräfte für die Eroberung Niederländisch-Indiens zusammengezogen wurden. Mitte Februar 1942 lief die Naka von dort wieder aus und bildete, gemeinsam mit ihrem Schwesterschiff Jintsū, dem Leichten Kreuzer Kinu und zwölf Zerstörern, die Nahsicherung der aus 41 Transportern bestehenden japanischen Ostlandungsgruppe. Während des Vorstoßes geriet die Fernsicherung dieses Verbandes, darunter vier Schwere Kreuzer, in der Javasee ins Gefecht mit dem Gros der alliierten ABDA-Flotte, woraus sich die sogenannte Schlacht in der Javasee entwickelte. Die Naka kam dabei gegen 17.00 Uhr kurzzeitig mit den alliierten Schiffen ins Gefecht und feuerte um 17.20 Uhr eine Salve aus acht Langstrecken-Torpedos ab. Treffer wurden aber keine erzielt. Danach startete das Bordflugzeug des Kreuzers und operierte zeitweilig über dem Schlachtfeld als Artilleriebeobachter. Im Verlauf der Schlacht in der Javasee erlitten die Alliierten schwere Verluste. Während die Reste der alliierten ABDA-Streitkräfte am nachfolgenden Tag in der Schlacht in der Sundastraße vernichtet wurden, patrouillierte die Naka bis zum 8. März 1942 vor Rembang (Zentraljava) und sicherte dort die Anlandung der japanischen Truppen.

#### Torpedierung vor der Weihnachtsinsel
Mitte März 1942 wurde die Naka zu der neu zusammengestellten Invasionsstreitmacht für die Eroberung der Weihnachtsinsel, die aus zwei weiteren Leichten Kreuzern, acht Zerstörern, einem Tanker und zwei Transportern bestand, detachiert. Die Eroberung der Insel konnte von den Japanern am 31. März abgeschlossen werden, doch attackierte in den Abendstunden des 1. April 1942 das amerikanische U-Boot Seawolf, das die Landeflotte bereits einen Tag lang beschattet hatte, den japanischen Verband und griff die Naka mit zwei Torpedos an. Während dem ersten Torpedo ausgewichen werden konnte, traf der zweite Torpedo den Kreuzer um 18.04 Uhr auf der Steuerbordseite, etwa auf der Höhe des Kesselraums Nr. 1. Das Schiff wurde schwer beschädigt, wie durch ein Wunder gab es aber keine Opfer unter der Besatzung. Da die Kesselräume allerdings unter Wasser standen, musste die Naka von dem leichten Kreuzer Natori in Schlepp genommen werden.
Der Schleppzug erreichte am 3. April die Bantam Bay im Nordwesten von Java, wo erste Notreparaturen stattfinden konnten. Da auch die Rumpfverstrebungen verzogen waren, musste die Naka später über Singapur nach Yokosuka verlegen, wo das Schiff im Juni 1942 eintraf. Da sich die Schäden als umfangreich erwiesen, wurde der Kreuzer dort am 15. Juni 1942 zunächst in die Reserve versetzt. Nach langwierigen Reparaturen, unter anderem in Maizuru, konnte die Naka erst am 5. April 1943 wieder in den aktiven Dienst genommen werden. Während der Werftliegezeit war auch die Flugabwehrbewaffnung verstärkt worden.

#### 1943: Versorgungsmissionen im Westpazifik
In den folgenden neun Monaten, zwischen Mai 1943 und Januar 1944, pendelte die Naka als schnelles Versorgungsschiff zumeist zwischen den japanischen Heimathäfen, Papua-Neuguinea und den Stützpunkten im Westpazifik, vor allem wurden dabei die Atolle Truk, Kwajalein, Wotje und Jaluit angelaufen. Im Juni 1943 wurden zudem Truppenverstärkungen nach Nauru transportiert. Diese Fahrten entwickelten sich im Laufe der sich für Japan verschlechternden Kriegslage zu einem zunehmend riskanten Unterfangen. Im Oktober 1943 entging der Kreuzer nur knapp einem Torpedoangriff des amerikanischen U-Bootes Shad und am 3. November 1943 wurde die Naka vor Kavieng bei einem Angriff amerikanischer B-24-Bomber durch Naheinschläge zweier Bomben leicht beschädigt. Zwei Tage später wurde das Schiff, während es im Hafen von Rabaul zur Reparatur lag, bei einer Attacke amerikanischer Trägerflugzeuge der Task Force 38 erneut leicht beschädigt.
Dennoch unternahm das Schiff im November 1943 noch eine Truppentransport- und Nachschubfahrt nach Tarawa, wo am 20. November 1943 die Amerikaner gelandet waren (Operation Galvanic). Da sich die Kämpfe dort aber schnell zu Ungunsten der Japaner entwickelten, musste die Naka (mit 750 Soldaten an Bord) unverrichteter Dinge wieder umkehren. Die Truppen wurden stattdessen am 1. Dezember in Mili ausgeschifft.

### Versenkung derNaka
Nachdem der Kreuzer im Januar 1944 Truppenverstärkungen nach Ponape gebracht hatte, verlegte er zum Truk-Atoll. Dort erhielt das Schiff am 17. Februar 1944 den Auftrag, dem schwer beschädigten Kreuzer Agano zu Hilfe zu kommen, der etwa 160 Seemeilen nördlich des Atolls von einem amerikanischen U-Boot torpediert worden war. Noch während des Auslaufens geriet die Naka dabei in einen anlaufenden US-Großangriff auf das Truk-Atoll (Operation Hailstone). Der Kreuzer wurde etwa 35 Seemeilen nordwestlich des Atolls von mehreren Wellen von Flugzeugen der amerikanischen Flugzeugträger Bunker Hill und Cowpens angegriffen. Während die Naka die ersten beiden Angriffswellen ausmanövrieren konnte, wurde das Schiff während der dritten Welle von einem Lufttorpedo eines Grumman-TBF-Torpedobombers getroffen. Beinahe zeitgleich traf eine 454-Kilogramm-Bombe den Kreuzer mittschiffs. Nur wenige Minuten später brach die Naka in der Mitte auseinander (möglicherweise haben sich hier auch frühere Schwächungen der Schiffsstruktur, so durch den Torpedotreffer 1942 und die zahlreichen leichteren Beschädigungen durch Nahtreffer, auf das schnelle Auseinanderbrechen ausgewirkt) und sank innerhalb von sechs Minuten.
Von 450 Besatzungsmitgliedern kamen 240 bei der Versenkung ums Leben. 210 Überlebende, darunter auch der Kommandant, Kaigun-Taisa Sutezawa Yoshimasa, konnten Stunden später von japanischen Patrouillenbooten gerettet werden. Die Naka wurde am 31. März 1944 aus dem Schiffsregister gestrichen.

## Liste der Kommandanten
| Nr. | Name                                           | Beginn der Amtszeit | Ende der Amtszeit | Bemerkungen                                      |
| --- | ---------------------------------------------- | ------------------- | ----------------- | ------------------------------------------------ |
| 1.  | Fregattenkapitän / Kapitän zur See Inoue Choji | 30. November 1925   | 1. Dezember 1926  | seit 15. April 1925 mit der Baubelehrung betraut |
| 2.  | Kapitän zur See Nakamura Kamezaburo            | 1. Dezember 1926    | 5. April 1927     |                                                  |
| 3.  | Kapitän zur See Mito Motosuke                  | 5. April 1927       | 10. Dezember 1928 |                                                  |
| 4.  | Kapitän zur See Ban Jiro                       | 10. Dezember 1928   | 30. November 1929 |                                                  |
| 5.  | Kapitän zur See Nagumo Chūichi                 | 30. November 1929   | 1. Dezember 1930  |                                                  |
| 6.  | Kapitän zur See Yamada Sadao                   | 1. Dezember 1930    | 1. Dezember 1931  |                                                  |
| 7.  | Kapitän zur See Yamamoto Koki                  | 1. Dezember 1931    | 1. Dezember 1932  |                                                  |
| 8.  | Kapitän zur See Sonoda Shigeru                 | 1. Dezember 1932    | 15. November 1933 |                                                  |
| 9.  | Kapitän zur See Gotō Eiji                      | 15. November 1933   | 15. November 1934 |                                                  |
| 10. | Kapitän zur See Abe Kasuke                     | 15. November 1934   | 25. Mai 1935      |                                                  |
| 11. | Kapitän zur See Marktgraf Daigo Tadashige      | 25. Mai 1935        | 15. November 1935 |                                                  |
| 12. | Kapitän zur See Gotō Aritomo                   | 15. November 1935   | 1. Dezember 1936  |                                                  |
| 13. | Kapitän zur See Abe Koso                       | 1. Dezember 1936    | 2. August 1937    |                                                  |
| 14. | Kapitän zur See Nakamura Motoji                | 2. August 1937      | 1. Dezember 1937  |                                                  |
| 15. | Kapitän zur See Kono Chimaki                   | 1. Dezember 1937    | 15. November 1938 |                                                  |
| 16. | Kapitän zur See Miyazato Shutoku               | 15. November 1938   | 15. Dezember 1938 |                                                  |
| 17. | Kapitän zur See Takama Tamotsu                 | 15. Dezember 1938   | 15. November 1939 |                                                  |
| 18. | Kapitän zur See Akiyama Teruo                  | 15. November 1939   | 15. Oktober 1940  |                                                  |
| 19. | Kapitän zur See Baron Ijūin Matsuji            | 15. Oktober 1940    | 11. August 1941   |                                                  |
| 20. | Kapitän zur See Tawara Yoshioki                | 11. August 1941     | 10. Juli 1942     |                                                  |
| 21. | Kapitän zur See Nakazato Takaharu              | 10. Juli 1942       | 1. Oktober 1942   |                                                  |
| 22. | Kapitän zur See Takagi Banjiro                 | 1. Oktober 1942     | 25. März 1943     |                                                  |
| 23. | Kapitän zur See Imaizumi Yoshijiro             | 25. März 1943       | 17. Februar 1944  |                                                  |